# Federico di Lussemburgo
Federico di Lussemburgo (965 circa – 6 ottobre 1019) fu conte di Moselgau dal 998 alla sua morte e difensore delle abbazie di Stablo e Malmedy.

## Origine
Federico era figlio del Conte di Moselgau e delle Ardenne, considerato il primo conte di Lussemburgo ed il fondatore della Casata di Lussemburgo, un ramo cadetto della Casa delle Ardenne, Sigfrido I di Lussemburgo e della moglie, Hedwige di Nordgau: infatti, secondo gli Annales Quedlinburgenses, Federico era fratello di Cunegonda, la moglie dell'Imperatore del Sacro Romano Impero, Enrico II e Cunegonda, la moglie di Enrico II il Santo, secondo il monaco, Rodolfo il Glabro, uno dei maggiori cronisti d'età medievale, nel suo Rodulfi Glabri, Historiarum Libri Quinque, era figlia di Sigfrido) e di Edvige di Nordgau (937-992), figlia del conte Eberardo IV di Nordgau e di Luitgarda di Lotaringia, discendente in linea diretta da Carlo Magno.
La paternità di Sigfrido non è sicura, secondo alcune fonti era figlio del Conte di Bidgau, Vigerico, di cui non si conoscono gli ascendenti, che divenne Conte palatino di Lotaringia con Carlo III il Semplice, e di Cunegonda (figlia di Ermetrude, a sua volta, secondo la Genealogiae Comitum Flandriae, figlia del re dei Franchi occidentali, Luigi II il Balbo).
Sigfrido, figlio sicuramente di Cunegonda da parte materna era discendente di Carlo Magno (alla sesta generazione).
Per la paternità alcuni lo considerano figlio del secondo marito di Cunegonda, Ricwin di Verdun, mentre altri ancora, lo considerano figlio di un eventuale terzo marito di Cunegonda di cui non si conoscono né il nome né gli ascendenti.
Comunque la vicinanza con Vigerico di Bidgau ci fu, in quanto il futuro papa Gerberto di Aurillac, nella lettera n° XXXV delle Gerberti Epistolae, cita (Godefridum, patruumque eius Sigifridum) Sigfrido come zio paterno di Goffredo I di Verdun, nipote di Vigerico di Bidgau (Vigerico era il nonno).

## Biografia
Federico (Friderich comes) viene citato come testimone in un documento del Mittelrheinisches Urkundenbuch I, il n° 273, datato 996, inerente ad una donazione all'abbazia di San Massimino di Treviri.
Suo padre, Sigfrido, morì nel 998 e secondo la Vitæ Heinrici et Cunegundis Imperatores, morì il 28 ottobre (5 Kal Novembris Sigefridus Kunuz comes, pater Chunigundis imperatricis, obiit), e, mentre suo fratello primogenito, Enrico di Lussemburgo gli succedette nella contea di Lussemburgo, Federico gli succedette nella contea di Moselgau.
Verso l'anno 1000, sua sorella Cunegonda sposò il duca di Baviera e futuro imperatore, Enrico II. Anche l'Annalista Saxo, nella sua cronaca imperiale, parla del matrimonio di sua sorella Cunegonda con Enrico II, citando suo fratello, Enrico, quale futuro duca di Baviera (Heinrich postmodum ducis Bawarici). Infatti, nel 1005, Enrico di Lussemburgo ricevette la Baviera da suo cognato re dei Franchi orientali e futuro imperatore Enrico II; e come duca di Baviera, nell'estate del 1005, Enrico, al comando dei bavaresi, si unì alle truppe imperiali, nella guerra contro Boleslao I, duca di Polonia.
Secondo il Herimanni Augiensis Chronicon, nel 1008, alla morte del vescovo di Treviri, Liudolfo, l'imperatore Enrico II nominò vescovo di Treviri, Mengigaldo, mentre Federico appoggiò i fratelli, Teodorico, vescovo di Metz ed Enrico, Conte di Lussemburgo e Duca di Baviera, che gli contrapponevano il loro fratello, Adalberto, canonico di Treviri, e, ribellandosi al loro cognato imperatore, avevano occupato la sede vescovile di Treviri. Al vescovo Mengigaldo fu impedito di entrare in città; allora l'imperatore privò Enrico del titolo ducale di Baviera e l'imperatore riassumette il titolo di duca di Baviera; i fratelli Enrico ed Adalberto mantennero il possesso di Treviri, anche dopo che Teodorico, nel 1012, aveva fatto atto di sottomissione all'imperatore.
Dopo la morte di Mengigaldo, nel 1013, l'imperatore Enrico II aveva nominato vescovo di Treviri, Poppone di Babenberg, persona molto risoluta, e Federico, con Enrico ed Adalberto vennero a patti e alla dieta di Pasqua del 1017, fu raggiunta l'intesa tra l'imperatore, Enrico II ed i suoi cognati, sancita nel novembre di quello stesso anno, con il reinsediamento di Enrico al ducato di Baviera; secondo il Thietmari Chronicon Enrico venne reinsediato ufficialmente, a Ratisbona, nel 1018. 
Federico morì, nel 1019 (Hoc ipso anno - 1019 - Fridericus, frater Cunigundæ imperatrici, defunctus est), come ci confermano gli Annales Quedlinburgenses e alla sua morte il figlio primogenito Enrico divenne conte di Moselgau, mentre il figlio secondogenito, Federico divenne il difensore delle abbazie di Stablo e Malmedy.

## Matrimonio e discendenza
Della moglie di Federico non si hanno notizie precise, non se ne conosce il nome e secondo la Vita Adelheidis abbatissæ Vilicensis, era figlia di Ermetrude, discendente dai Corradinidi, conti e duchi della Franconia. Essa era figlia di Eriberto di Wetterau. Molto probabilmente la moglie di Federico era stata sposata con un conte di Gleiberg, in quanto, secondo il Bernoldi Chronicon, cita il figlio, Federico, col fratello conte di Gleiberg (Fridericus et fratres eius de Glichberga). Infine la Chronica Albrici Monachi Trium Fontium ci conferma la discendenza dai Corradinidi, sostenendo che il figlio, Giselberto è nipote di Corrado II (Eiusdem Conradi fuerunt nepotes comes Letardus de Longui pater Manegaudi et Gislebertus comes de Luscelenburch).
Dal matrimonio ebbe dieci figli:
- Enrico II († 1047), conte di Lussemburgo e duca di Baviera[23]
- Federico (1003 † 1065), duca della Bassa Lorena[23]
- Giselberto (1007 † 1059), conte di Longwy, di Salm e di Lussemburgo[18]
- Adalberone III († 1072), vescovo di Metz[18]
- Ermanno († dopo il 13 novembre 1045), conte di Gleiberg[21]
- Teodorico († dopo il 13 novembre 1045), citato come testimone in un documento del Mittelrheinisches Urkundenbuch I, il n° 308, datato 996[24],padre di[21]:
  - Teodorico († 1075)
  - Enrico († 1095), conte palatino di Lorena
  - Poppon († 1103), vescovo di Metz
- Ogiva (v. 990 † 1030), sposò nel 1012 Baldovino IV (980 † 1035), conte di Fiandra, come da Genealogica Comitum Flandriæ Bertiniana[23]
- Imiza, sposò Guelfo III di Altdorf, conte in Lechrain († 1030), come da Genealogia Welforum[25]
- Oda, canonichessa a Remiremont, poi badessa di Saint-Rémy a Lunéville, come da Fundatio Ecclesiæ Sancti Georgii Lunarensis[26]
- Gisella (1019 † dopo il 1058), sposò Rodolfo, signore di Aalst († dopo il 1038)[21][22]genitori di Gilberto di Gand

## Ascendenza
|                         |   |            | Genitori             |  |  | Nonni |  |  | Bisnonni |  |  | Trisnonni |  |
|                         |   |            |                      |  |  |       |  |  | …        |  |  | …         |  |
|                         |   |            |                      |  |  |       |  |  | …        |  |  | …         |  |
|                         |   | …          |                      |  |  |       |  |  | …        |  |  |           |  |
| Vigerico di Bidgau      |   |            |                      |  |  |       |  |  | …        |  |  |           |  |
|                         |   | …          | …                    |  |  |       |  |  |          |  |  |           |  |
|                         |   | …          | …                    |  |  |       |  |  |          |  |  |           |  |
|                         |   | …          | …                    |  |  |       |  |  |          |  |  |           |  |
| Sigfrido di Lussemburgo |   | …          |                      |  |  |       |  |  |          |  |  |           |  |
|                         |   | …          | …                    |  |  |       |  |  |          |  |  |           |  |
|                         |   | …          | …                    |  |  |       |  |  |          |  |  |           |  |
|                         |   | …          | …                    |  |  |       |  |  |          |  |  |           |  |
| Cunegonda               |   | …          |                      |  |  |       |  |  |          |  |  |           |  |
|                         |   | Ermentrude | Luigi II di Francia  |  |  |       |  |  |          |  |  |           |  |
|                         |   | Ermentrude | Luigi II di Francia  |  |  |       |  |  |          |  |  |           |  |
|                         |   | Ermentrude | Ansgarda di Borgogna |  |  |       |  |  |          |  |  |           |  |
| Federico di Lussemburgo |   | Ermentrude |                      |  |  |       |  |  |          |  |  |           |  |
|                         | … | …          |                      |  |  |       |  |  |          |  |  |           |  |
|                         | … | …          |                      |  |  |       |  |  |          |  |  |           |  |
|                         | … | …          |                      |  |  |       |  |  |          |  |  |           |  |
| Eberardo IV di Nordgau  | … |            |                      |  |  |       |  |  |          |  |  |           |  |
|                         |   | …          | …                    |  |  |       |  |  |          |  |  |           |  |
|                         |   | …          | …                    |  |  |       |  |  |          |  |  |           |  |
|                         |   | …          | …                    |  |  |       |  |  |          |  |  |           |  |
| Edvige di Nordgau       |   | …          |                      |  |  |       |  |  |          |  |  |           |  |
|                         |   | …          | …                    |  |  |       |  |  |          |  |  |           |  |
|                         |   | …          | …                    |  |  |       |  |  |          |  |  |           |  |
|                         |   | …          | …                    |  |  |       |  |  |          |  |  |           |  |
| Liutgarda di Lotaringia |   | …          |                      |  |  |       |  |  |          |  |  |           |  |
|                         |   | …          | …                    |  |  |       |  |  |          |  |  |           |  |
|                         |   | …          | …                    |  |  |       |  |  |          |  |  |           |  |
|                         |   | …          | …                    |  |  |       |  |  |          |  |  |           |  |
|                         |   | …          |                      |  |  |       |  |  |          |  |  |           |  |

### Fonti primarie
- (LA)  Recueil des historiens des Gaules et de la France. Tome 9.
- (LA)  Monumenta Germaniae Historica, Scriptores, tomus III.
- (LA)  Monumenta Germaniae Historica, Scriptores, tomus IV.
- (LA)  Monumenta Germaniae Historica, Scriptores, tomus V.
- (LA)  Monumenta Germaniae Historica, Scriptores, tomus VI.
- (LA)  Monumenta Germaniae Historica, Scriptores, tomus IX.
- (LA)  Monumenta Germaniae Historica, Scriptores, tomus XIII.
- (LA)  Monumenta Germaniae Historica, Scriptores, tomus XV.2.
- (LA)  Monumenta Germaniae Historica, Scriptores, tomus XXIII.
- (LA)  Mittelrheinisches Urkundenbuch, I.
- (LA)  Thietmari Merseburgensis episcopi chronicon Archiviato il 10 maggio 2009 in Internet Archive..

### Letteratura storiografica
- Edwin H. Holthouse, L'imperatore Enrico II, in «Storia del mondo medievale», vol. IV, 1999, pp. 126–169